# Człowiek (rodzaj)
Człowiek (Homo) – rodzaj ssaka naczelnego z podrodziny Homininae, będącego w obrębie rodziny człowiekowatych (Hominidae). Dzieli się on na współcześnie żyjącego człowieka rozumnego (Homo sapiens) oraz już wymarłe w gatunki człowieka zręcznego (Homo habilis), wyprostowanego (Homo erectus) i neandertalskiego (Homo neanderthalensis).
Przedstawiciele rodzaju Homo charakteryzują się względnie dużą pojemnością puszki mózgowej, stałym przystosowaniem do pionowego utrzymywania wyprostowanego ciała oraz dłońmi z całkowicie przeciwstawnymi kciukami, dzięki którym ludzie posiadają zdolność precyzyjnego chwytu, umożliwiającego wytwarzanie i skuteczne używanie narzędzi. 
Cechy ludzkie są rozwinięciem cech pozostałych ssaków człowiekowatych i człekokształtnych. U nich manifestują się one zdolnością do używania narzędzi (co zresztą zaobserwowano również wcześniej u innych gatunków, m.in. u słoni, ośmiornic, delfinów, niektórych gatunków ptaków i ryb) czy skłonnością do pionizowania dwunożnej postawy (choć np. goryle podczas ruchu stale podpierają się pięściami, a człekokształtne gibbony większość czasu spędzają na dwóch łapach).

## Klasyfikacja i systematyka
Klasyfikacja biologiczna umieszcza człowieka wśród ssaków naczelnych (Primates). 

### Historia
Nazwa Homo została po raz pierwszy opublikowana przez Karola Linneusza w 1735 roku w pierwszej edycji Systema Naturae. Linneusz zaklasyfikował człowieka wraz z małpami człekokształtnymi w rzędzie Anthropomorpha. W X edycji Systema Naturae (1758), która dała początek współczesnej nomenklaturze binominalnej, Homo opisany został jako rodzaj ssaków naczelnych – Linneusz zastąpił nazwę Anthropomorpha nazwą Primates.
Linneusz zaliczył do tego rodzaju dwa „gatunki”:
- Homo sapiens – człowieka współczesnego, którego nazwał również Homo diurnus (aktywny w dziennym świetle) – w tym wszystkie żyjące populacje z Europy (Europeus), Afryki (Afer), Ameryki (Americanus) i Azji (Asiaticus),
- Homo nocturnus (aktywny w nocy) – małpy podobne do człowieka.

Definicja rodzaju Homo zmieniała się z upływem czasu. Obecnie przyjmuje się, że gatunki z tego rodzaju charakteryzują się prowadzeniem naziemnego, zamiast nadrzewnego trybu życia i poruszaniem się w postawie spionizowanej, mają większą od pozostałych człekokształtnych pojemność puszki mózgowej, ich kończyny mają budowę przystosowaną do utrzymywania wyprostowanej postawy ciała i dwunożnego chodu, kciuk jest dobrze ukształtowany i całkowicie przeciwstawny, a dłonie są zdolne zarówno do chwytu siłowego, jak i precyzyjnego.
Proces filogenetyczny prowadzący do powstania człowieka dokonywał się przez miliony lat od rozdzielenia linii ewolucyjnych Homo od pozostałych hominidów. Świadczy o tym szczególnie linia rozwoju australopiteków, które około 4,2 mln lat temu stanowiły, już wtedy długo istniejące, gałęzie odrębne od pozostałych Simiiformes.
Wśród pozostałych cech anatomicznych ludzi, oprócz wyprostowanej i dwunożnej postawy ciała, wymienia się także ograniczone owłosienie ciała, czerwień wargową, czy stałocieplność. Te ostatnie występują także u niektórych innych zwierząt.

### Etymologia
- Homo: łac. homo, hominis „człowiek”[10].

Warto wspomnieć, że w języku polskim nazwie Homo przypisywana jest nazwa zwyczajowa człowiek, choć pod tą nazwą potocznie rozumiany jest współczesny Homo sapiens.

### Podział systematyczny
Systematyka rodzaju Homo jest dotąd nieustalona, wiadomo jedynie, że w przeszłości występowało kilka gatunków, jednak co do ich liczby i stopnia ich pokrewieństwa nadal trwają spory. Homo sapiens to jedyny występujący dziś gatunek rodzaju Homo.

Przedstawiciele:
| Nazwa                         | Szacowany okres występowania               | Obszar występowania           | Uwagi                                                                                       |
| ----------------------------- | ------------------------------------------ | ----------------------------- | ------------------------------------------------------------------------------------------- |
| †Homo habilis                 | 2,5–1,5 (lub do 1) mln lat temu            | jez. Turkana, Kenia, Etiopia  | uznano go za twórcę narzędzi kamiennych                                                     |
| †Homo rudolfensis             | 2,4-1,8 mln lat temu                       | jez. Turkana, Kenia           | klasyfikowany pierwotnie jako Homo habilis lub Australopithecus sp.                         |
| †Homo gautengensis            | ponad 2-0,6 mln lat temu                   | Afryka Południowa             | opisany w maju 2010                                                                         |
| †Homo erectus                 | 2 (lub 1,25)–0,05 mln lat temu             | Afryka, Azja, Europa          | potrafił niecić ogień; żył w społecznościach                                                |
| †Homo ergaster                | 1,9–1,7 (lub do 1,25) mln lat temu         | Afryka wschodnia i południowa | klasyfikowany niekiedy jako Homo erectus (populacja afrykańska)                             |
| †Homo georgicus               | 1,8–1,6 mln lat temu                       | Gruzja                        | możliwa klasyfikacja jako Homo ergaster                                                     |
| †Człowiek z Denisowej Jaskini | 1 mln (szacunkowo) – 38 tys. lat temu      | Syberia                       | wyodrębniony na podstawie analizy DNA szczątków sprzed 41 tys. lat w marcu 2010             |
| †Homo cepranensis             | 900-800 tys. lat temu                      | Włochy                        | znany z jednego znaleziska datowanego na 900-800 tys. lat                                   |
| †Homo antecessor              | 800–350 tys. lat temu                      | Hiszpania                     | klasyfikowany niekiedy jako Homo heidelbergensis lub Homo erectus                           |
| †Homo heidelbergensis         | 600–250 tys. lat temu                      | Europa, Afryka, Chiny         | klasyfikowany niekiedy jako Homo erectus (populacja europejska) lub archaiczny Homo sapiens |
| †Homo rhodesiensis            | 300–120 tys. lat temu                      | Zambia                        |                                                                                             |
| Homo sapiens                  | od 200 tys. – nadal                        | cały świat                    |                                                                                             |
| †Homo neanderthalensis        | 230–30 tys. lat temu                       | Europa, zachodnia Azja        |                                                                                             |
| †Homo floresiensis            | 100 tys. (lub do 1 mln) – 50 tys. lat temu | Indonezja                     |                                                                                             |